# تپه ایانک ۴
تپه ایانک ۴ مربوط به سده‌های اولیه دوران‌های تاریخی پس از اسلام است و در شهرستان بوئین‌زهرا، بخش آوج، روستای کلنجین واقع شده و این اثر در تاریخ ۱۹ اسفند ۱۳۸۰ با شمارهٔ ثبت ۴۸۲۲ به‌عنوان یکی از آثار ملی ایران به ثبت رسیده است.